# I-đê-an chính
Trong toán học, cụ thể là lý thuyết vành, một i-đê-an chính là một i-đê-an {\displaystyle I} trong một vành {\displaystyle R} được sinh bởi một phần tử duy nhất {\displaystyle a} thuộc {\displaystyle R}.

## Định nghĩa
- một i-đê-an chính bên trái của {\displaystyle R} là một tập hợp con của {\displaystyle R} có dạng {\displaystyle Ra=\{ra:r\in R\}}
- một i-đê-an chính bên phải của {\displaystyle R} là một tập hợp con của {\displaystyle R} có dạng {\displaystyle aR=\{ar:r\in R\}}
- một i-đê-an chính hai phía của {\displaystyle R} là tập hợp con của tất cả các tổng hữu hạn của các phần tử có dạng {\displaystyle ras}, cụ thể là {\displaystyle RaR=\{r_{1}as_{1}+\ldots +r_{n}as_{n}:r_{1},s_{1},\ldots ,r_{n},s_{n}\in R\}}

Nếu {\displaystyle R} là một vành giao hoán với đơn vị, ba khái niệm trên tương đương nhau. Trong trường hợp đó, người ta thường viết i-đê-an sinh bởi {\displaystyle a} là {\displaystyle \langle a\rangle } hoặc {\displaystyle (a).}
Một miền nguyên mà trong đó mọi i-đê-an của nó đều là i-đê-an chính được gọi là một vành chính.
Một vành (không nhất thiết phải là miền nguyên, hay thậm chí không nhất thiết phải là một vành giao hoán) mà trong đó mọi i-đê-an của nó đều là i-đê-an chính tạm thời không có tên gọi cụ thể. (Trong tiếng Anh, nó thường được gọi là một principal (ideal) ring, và một vành chính (mà là miền nguyên) được gọi là principal ideal domain - trong một số tài liệu Pháp ngữ, một vành (mà không nhất thiết phải là miền nguyên) trong đó mọi i-đê-an đều là i-đê-an chính được gọi là một anneau quasi-principal, và một vành chính (mà là miền nguyên) được gọi là anneaux principal)